# Ой, матінко
«Ой, матінко» (англ. Baby Mama) — американська романтична комедія 2008 року.

## Сюжет
Успішна самотня підприємиця Кейт Голбрук у 37 років нарешті вирішує завести дитину, але виявляє, що має Т-подібну форму матки, що мінімізує її шанси завагітніти. Також позбавлена можливості усиновити, Кейт наймає незрілу жительку Південної Філадельфії Енджі Островськи, щоб вона стала її сурогатною матір’ю.

## У ролях
| Актор          | Роль               |
| -------------- | ------------------ |
| Тіна Фей       | Кейт Голбрук       |
| Емі Полер      | Енджі Островськи   |
| Грег Кіннір    | Роб Акерман        |
| Декс Шепард    | Карл               |
| Сігурні Вівер  | Чаффі Бікнелл      |
| Стів Мартін    | Баррі Вотермен     |
| Романі Малко   | швейцар            |
| Мойра Тірні    | Кароліна           |
| Голланд Тейлор | Роуз Голбрук       |
| Шивон Феллон   | тренерка з пологів |
| Вілл Форте     | Скотт              |

## Критика
На Rotten Tomatoes фільм отримав оцінку 63% на основі 166 відгуків від критиків і 55% від більш ніж 250 000 глядачів.